# قرار مجلس الأمن التابع للأمم المتحدة رقم 1687
قرار مجلس الأمن التابع للأمم المتحدة رقم 1687، الذي اتخذ بالإجماع في 15 يونيو 2006، بعد التأكيد على جميع القرارات حول الوضع في قبرص، ولا سيما القرار 1251 (1999)، مدد المجلس ولاية قوة الأمم المتحدة في قبرص لمدة ستة شهور حتى 15 ديسمبر 2006.

## القرار

### أعمال
وبتوسيع ولاية قوة الأمم المتحدة لحفظ السلام في قبرص، طلب القرار من الأمين العام أن يقدم تقريراً إلى المجلس عن تنفيذ القرار الحالي، مما يدعم جهود القوة لتنفيذ سياسة عدم التساهل مع الاستغلال الجنسي. وحث الجانب القبرصي التركي على استعادة الوضع العسكري الذي كان قائما في ستروفيليا قبل 30 يونيو 2000.
ودعا المجلس إلى إجراء مناقشات بين الطائفتين على المستوى الفني، وطلب من الأمين العام تقديم تقرير بحلول 1 ديسمبر / كانون الأول 2006 عن التقدم المحرز.

## روابط خارجية
- نص القرار في undocs.org